# Xã Fleener, Quận Lee, Arkansas
Xã Fleener (tiếng Anh: Fleener Township) là một xã thuộc quận Lee, tiểu bang Arkansas, Hoa Kỳ. Năm 2010, dân số của xã này là 309 người.